# Johann Carl Corthum
Johann Carl Corthum (* 1740 in Hohenthurm; † 3. Januar 1815) war ein deutscher Gärtner und Pflanzenzüchter.
Corthum war Sohn des in Hohenthurm tätigen Pastors Christoph Friedrich Corthum (* 29. April 1689 in Aschersleben). Aus Leipzig kommend, ließ Corthum sich 1762 in Zerbst nieder und gründete dort eine im 19. Jahrhundert weit bekannte Baumschule. Außerdem legte er eine große Blumenzucht an und beschäftigte sich mit der Verbesserung des Weinbaus in Deutschland. Er war Kaufmann und Ratsmitglied zu Zerbst und verfasste einige Schriften zu botanischen Themen.
Seine Tochter und Nachfolgerin war Elisabeth Louise Corthum (1773–1840), während die jüngste Tochter Sophie eine Sammlung naturgetreuer Blumenzeichnungen anlegte. Louise wurde 1805 als Mitglied der Naturforschenden Gesellschaft zu Halle aufgenommen. Nach dem Tod der unverheirateten Louise am 24. Dezember 1840 übernahm ihr wesentlich jüngerer Halbbruder Carl (blieb ebenfalls unverheiratet) die Gärtnerei.
Zum Gedenken wurde im Jahr 2000 der Corthumsweg im Schlossgarten Zerbst nach der Gärtnerfamilie Corthum benannt.

## Veröffentlichungen
- Catalogus von Bäumen und Sträuchern, welche im freien Lande fortkommen. Verlag Füchsel, Zerbst 1804 (Digitalisat)
- Handbuch für Gartenfreunde und Blumenliebhaber oder Ausführliche Beschreibung und Cultur sämmtlicher in meinen Gärten gezogenen in- und ausländischen Bäume und Sträucher. Johann Wilhelm Kramer, Zerbst 1814